# کامتنگا
کامتنگا شهری در شهرستان تیکاره در استان بام در بورکینافاسوی شمالی است و جمعیت آن ۷۳۷ نفر است.